# Taiga (kịch)
Kịch taiga (大河ドラマ  "Đại hà drama") là tên mà NHK đặt cho các series truyền hình hư cấu lịch sử được phát sóng xuyên suốt trong năm ở Nhật Bản. Bắt đầu năm 1963 với bộ phim trắng đen Hana no Shōgai do diễn viên kabuki Onoe Shōroku và ngôi sao Takarazuka Awashima Chikage đóng, nhà đài đã thuê một nhà sản xuất, một đạo diễn, một nhà kịch bản, một giám đốc âm nhạc, và các diễn viên cho series này. Phim 45 phút chiếu trên NHK General network mỗi Chủ nhật lúc 20:00, chiếu lại vào chiều thứ Bảy lúc 13:05.

## Những series đang phát sóng
- Gō (2011) - nói về Ogō, cháu họ của Oda Nobunaga, vợ của Tokugawa Hidetada và chị của vợ thứ hai của Toyotomi Hideyoshi, Yodo-Dono.

## Những series sắp lên sóng
- Taira no Kiyomori (2012) - về Taira no Kiyomori, trưởng gia tộc Taira vào giữa thế kỉ 12.
- Yae no sakura (2013) - lấy bối cảnh vào thời kì cuối thế kỉ 19, nói về Yae Nishijima, một phụ nữ sinh ra trong một căn hộ ở lãnh địa Aizu, người đã tham gia chiến tranh Boshin như một phần của gia tộc Aizu.

## Danh sách các series
| #  | Tên Romaji                | Tên Kanji (hoặc Kana)        | Bắt đầu   | Kết thúc   | Diễn viên                                                           | Phụ chú                                                                                          |
| -- | ------------------------- | ---------------------------- | --------- | ---------- | ------------------------------------------------------------------- | ------------------------------------------------------------------------------------------------ |
| 1  | Hana no Shōgai            | 花の生涯                     | 7/4/1963  | 29/12/1963 | Shoroku Onoe (尾上松緑) Keiji Sada                                  | Trắng đen                                                                                        |
| 2  | Akō Rōshi                 | 赤穂浪士                     | 1/1/1964  | 27/12/1964 | Kazuo Hasegawa (長谷川一夫) Osamu Takizawa                          | Trắng đen. Taiga được xem nhiều nhất trong lịch sử                                               |
| 3  | Taikōki                   | 太閤記                       | 3/1/1965  | 26/12/1965 | Ken Ogata (緒形拳) Kōji Takahashi (高橋幸治)                        | Trắng đen                                                                                        |
| 4  | Minamoto no Yoshitsune    | 源義経                       | 2/1/1966  | 25/12/1966 | Onoe Kikunosuke VII (尾上菊之助) Junko Fuji (藤純子)                | Trắng đen                                                                                        |
| 5  | San Shimai                | 三姉妹                       | 1/1/1967  | 24/12/1967 | Mariko Okada (岡田茉莉子) Shiho Fujimura Komaki Kurihara            | Trắng đen                                                                                        |
| 6  | Ryōma ga Yuku             | 竜馬がゆく                   | 7/1/1968  | 29/12/1968 | Kin'ya Kitaōji (北大路欣也) Ruriko Asaoka                           | Trắng đen                                                                                        |
| 7  | Ten to Chi to             | 天と地と                     | 5/1/1969  | 28/12/1969 | Koji Ishizaka (石坂浩二) Kōji Takahashi (高橋幸治)                  | Màu.                                                                                             |
| 8  | Mominoki wa Nokotta       | 樅の木は残った               | 4/1/1970  | 27/12/1970 | Mikijiro Hira (平幹二朗) Sayuri Yoshinaga                           |                                                                                                  |
| 9  | Haru no Sakamichi         | 春の坂道                     | 3/1/1971  | 26/12/1971 | Kinnosuke Nakamura (萬屋錦之介)                                     |                                                                                                  |
| 10 | Shin Heike Monogatari     | 新・平家物語                 | 2/1/1972  | 24/12/1972 | Tatsuya Nakadai (仲代達矢) Tarō Shigaki                             |                                                                                                  |
| 11 | Kunitori Monogatari       | 国盗り物語                   | 7/1/1973  | 30/12/1973 | Mikijirō Hira (平幹二朗) Hideki Takahashi                           |                                                                                                  |
| 12 | Katsu Kaishū              | 勝海舟                       | 6/1/1974  | 29/12/1974 | Tetsuya Watari (渡哲也)→Hiroki Matsukata                            |                                                                                                  |
| 13 | Genroku Taiheiki          | 元禄太平記                   | 6/1/1975  | 29/12/1975 | Kōji Ishizaka (石坂浩二) Tōru Emori                                 |                                                                                                  |
| 14 | Kaze to Kumo to Niji to   | 風と雲と虹と                 | 4/1/1976  | 26/12/1976 | Ken Ogata Go Kato (加藤剛)                                          |                                                                                                  |
| 15 | Kashin                    | 花神                         | 2/1/1977  | 25/12/1977 | Umenosuke Nakamura (中村梅之助) Masatoshi Nakamura (中村雅俊)       |                                                                                                  |
| 16 | Ōgon no Hibi              | 黄金の日日                   | 8/1/1978  | 24/12/1978 | Ichikawa Somegorō VI (六代目市川染五郎)                             |                                                                                                  |
| 17 | Kusa Moeru                | 草燃える                     | 7/1/1979  | 23/12/1979 | Koji Ishizaka (石坂浩二) Shima Iwashita                             |                                                                                                  |
| 18 | Shishi no Jidai           | 獅子の時代                   | 6/1/1980  | 21/12/1980 | Bunta Sugawara Go Kato (加藤剛)                                     |                                                                                                  |
| 19 | Onna Taikōki              | おんな太閤記                 | 11/1/1981 | 20/12/1981 | Yoshiko Sakuma (佐久間良子) Toshiyuki Nishida                       | Dựa trên tiểu thuyết Taikōki.                                                                    |
| 20 | Tōge no Gunzō             | 峠の群像                     | 10/1/1982 | 19/12/1982 | Ken Ogata (緒形拳) Jūzō Itami                                       |                                                                                                  |
| 21 | Tokugawa Ieyasu           | 徳川家康                     | 9/1/1983  | 18/12/1983 | Sakae Takita (滝田栄) Tetsuya Takeda (武田鉄矢)                     |                                                                                                  |
| 22 | Sanga Moyu                | 山河燃ゆ                     | 8/1/1984  | 23/12/1984 | Matsumoto Kōshirō IX (松本幸四郎) Toshiyuki Nishida                 | Kịch Taiga đầu tiên (và tới nay) duy nhất lấy bối cảnh Thời kì Shōwa của Chiến tranh Thế giới II |
| 23 | Haruno Hatō               | 春の波涛                     | 6/1/1985  | 15/12/1985 | Masatoshi Nakamura (中村雅俊) Keiko Matsuzaka (松坂慶子)            |                                                                                                  |
| 24 | Inochi                    | いのち                       | 5/1/1986  | 14/12/1986 | Yoshiko Mita (三田佳子) Koji Yakusho                                | Kịch Taiga đầu tiên (và cho tới nay) duy nhất lấy bối cảnh Nhật Bản sau chiến tranh.             |
| 25 | Dokuganryū Masamune       | 独眼竜政宗                   | 4/1/1987  | 13/12/1987 | Ken Watanabe (渡辺謙) Kumiko Goto (後藤久美子)                      |                                                                                                  |
| 26 | Takeda Shingen            | 武田信玄                     | 10/1/1988 | 18/12/1988 | Kiichi Nakai (中井貴一) Misako Konno                                |                                                                                                  |
| 27 | Kasuga no Tsubone         | 春日局                       | 1/1/1989  | 17/12/1989 | Reiko Ōhara (大原麗子) Shinji Yamashita (山下真司)                  | Chiếu ra mắt sớm nhất cho một Taiga.                                                             |
| 28 | Tobu ga Gotoku            | 翔ぶが如く                   | 7/1/1990  | 9/12/1990  | Toshiyuki Nishida (西田敏行) Takeshi Kaga                           |                                                                                                  |
| 29 | Taiheiki                  | 太平記                       | 6/1/1991  | 25/12/1991 | Hiroyuki Sanada (真田広之) Yasuko Sawaguchi                         |                                                                                                  |
| 30 | Nobunaga                  | 信長 KING OF ZIPANGU         | 5/1/1992  | 13/12/1992 | Naoto Ogata (緒形直人) Momoko Kikuchi (菊池桃子)                    |                                                                                                  |
| 31 | Ryūkyū no Kaze            | 琉球の風                     | 10/1/1993 | 13/6/1993  | Noriyuki Higashiyama (東山紀之) Atsuro Watabe (渡部篤郎)            | Phần đầu tiên của series 3 phần.                                                                 |
| 32 | Homura Tatsu              | 炎立つ                       | 4/7/1993  | 13/3/1994  | Ken Watanabe (渡辺謙) Hiroaki Murakami                              | Phần thứ hai của series 3 phần. Chiếu ra mắt muộn nhất cho một Taiga.                            |
| 33 | Hana no Ran               | 花の乱                       | 3/4/1994  | 25/12/1994 | Yoshiko Mita (三田佳子) Ichikawa Danjūrō XII                        | Phần kết của series 3 phần. Taiga ít được xem nhất trong lịch sử NHK.                            |
| 34 | Hachidai Shōgun Yoshimune | 八代将軍吉宗                 | 8/1/1995  | 10/12/1995 | Toshiyuki Nishida (西田敏行) Nenji Kobayashi (小林稔侍)             | Nói về Shogun Tokugawa Yoshimune.                                                                |
| 35 | Hideyoshi                 | 秀吉                         | 7/1/1996  | 22/12/1996 | Naoto Takenaka (竹中直人) Yasuko Sawaguchi                          | 49 tập về cuộc đời của Hideyoshi.                                                                |
| 36 | Mōri Motonari             | 毛利元就                     | 5/1/1997  | 14/12/1997 | Hashinosuke Nakamura (中村橋之助) Yasuko Tomita (富田靖子)          |                                                                                                  |
| 37 | Tokugawa Yoshinobu        | 徳川慶喜                     | 4/1/1998  | 13/12/1998 | Masahiro Motoki (本木雅弘) Hikari Ishida                            |                                                                                                  |
| 38 | Genroku Ryōran            | 元禄繚乱                     | 1/1/1999  | 12/12/1999 | Nakamura Kanzaburo (中村勘九郎) Ken Matsudaira                      |                                                                                                  |
| 39 | Aoi ~Tokugawa Sandai~     | 葵徳川三代                   | 9/1/2000  | 17/12/2000 | Masahiko Tsugawa (津川雅彦) Toshiyuki Nishida                       | Series đầu tiên phát sóng dạng HD. Các series tương lai cũng được chiếu dạng HD.                 |
| 40 | Hōjō Tokimune             | 北条時宗                     | 7/1/2001  | 9/12/2001  | Motoya Izumi (和泉元彌) Atsuro Watabe (渡部篤郎)                    |                                                                                                  |
| 41 | Toshiie to Matsu          | 利家とまつ～加賀百万石物語～ | 6/1/2002  | 15/12/2002 | Toshiaki Karasawa (唐沢寿明) Nanako Matsushima                      |                                                                                                  |
| 42 | Musashi                   | 武蔵 MUSASHI                 | 5/1/2003  | 7/12/2003  | Shinnosuke Ichikawa (市川新之助) Ryoko Yonekura                     |                                                                                                  |
| 43 | Shinsengumi!              | 新撰組!                      | 11/1/2004 | 12/12/2004 | Shingo Katori (香取慎吾) Koji Yamamoto Masato Sakai (さかい まさと) |                                                                                                  |
| 44 | Yoshitsune                | 義経                         | 9/1/2005  | 11/12/2005 | Hideaki Takizawa (滝沢秀明) Kiichi Nakai                            |                                                                                                  |
| 45 | Kōmyō ga Tsuji            | 功名が辻                     | 8/1/2006  | 10/12/2006 | Yukie Nakama Takaya Kamikawa (上川隆也)                             |                                                                                                  |
| 46 | Fūrin Kazan               | 風林火山                     | 7/1/2007  | 9/12/2007  | Masaaki Uchino (内野聖陽) Gackt                                     |                                                                                                  |
| 47 | Atsuhime                  | 篤姫                         | 6/1/2008  | 21/12/2008 | Aoi Miyazaki (宮﨑あおい) Masato Sakai (さかい まさと)              | Phim do Miyazaki Aoi - Nữ diễn viên trẻ nhất trong lịch sử Taiga - thủ vai chính.                |
| 48 | Tenchijin                 | 天地人                       | 4/1/2009  | 22/11/2009 | Satoshi Tsumabuki (妻夫木聡)                                        |                                                                                                  |
| 49 | Ryōmaden                  | 龍馬伝                       | 3/1/2010  | 28/11/2010 | Masaharu Fukuyama (福山雅治)                                        |                                                                                                  |
| 50 | Gō                        | 江〜姫たちの戦国〜           | 9/1/2011  | 27/11/2011 | Juri Ueno (上野樹里)                                                |                                                                                                  |
| 51 | Taira no Kiyomori         | 平清盛                       | 2012      | 2012       | Kenichi Matsuyama (松山ケンイチ)                                    |                                                                                                  |

## Kịch đặc biệt của NHK
Saka no Ue no Kumo nguyên gốc được sản xuất cho một buổi phát sóng 2006 với tựa "Kịch Taiga thế kỉ 21". Tuy nhiên, người viết kịch bản cho series này đã tự tử, làm sự sản xuất series bị trì hoãn. Series sẽ phát sóng với tựa "Kịch đặc biệt NHK" với 3 phần, mỗi phần phát sóng từ cuối tháng 11 đến cuối tháng 12 mỗi năm.
| Tựa đề                               | Số tập | Bắt đầu                                  | Kết thúc               | Diễn viên                   |
| ------------------------------------ | ------ | ---------------------------------------- | ---------------------- | --------------------------- |
| Saka no Ue no Kumo phần 1 坂の上の雲 | 5 tập  | 29/11/2009                               | 27/12/2009             | Masahiro Motoki Hiroshi Abe |
| Saka no Ue no Kumo phần 2            | 4 tập  | 5/12/2010                                | 26/12/2010             |                             |
| Saka no Ue no Kumo phần 3            | 4 tập  | Cuối tháng 11 hoặc đầu tháng 12 năm 2011 | Cuối tháng 12 năm 2011 |                             |

1. ↑  (main role actor changed as of 10th story

## Những series gần đây
- Tenchijin (2009) - câu chuyện xoay quanh Naoe Kanetsugu, người đã phục vụ cho 2 thế hệ của gia tộc Uesugi trong khoảng thế kỉ 16 và 17.
- Atsuhime (2008) - diễn viên chính: Aoi Miyazaki. Aoi thủ vai Tenshōin, vợ của Tokugawa Iesada (1824-1858), Shogun thứ 13. Cô cũng là diễn viên trẻ nhất trong lịch sử kịch Taiga, phá kỉ lục của Hideaki Takizawa với diễn xuất của anh trong Yoshitsune.
- Fūrin Kazan (2007). Dựa trên tiểu thuyết lịch sử bán chạy Yasushi Inoue, câu chuyện xoay quanh Yamamoto Kansuke, một chiến binh đã đạt cấp bậc cao trong quân đội của chúa tể chiến tranh Takeda Shingen bằng những cách không đáng thuyết phục cho lắm.